# علي أباد (لاريجان السفلي)
علي أباد (بالفارسية: علی‌آباد) هي قرية تقع في إيران في قسم لاریجان السفلی الريفي.